# Viola exsul
Viola exsul är en violväxtart som beskrevs av J.M.Watson och A.R.Flores. Viola exsul ingår i släktet violer, och familjen violväxter. Inga underarter finns listade i Catalogue of Life.